# Carmelo da Imaculada Conceição (Braga)
O Carmelo da Imaculada Conceição ou, simplesmente, Carmelo de Braga, é um convento de clausura monástica de Monjas Descalças da Ordem da Bem-Aventurada Virgem Maria do Monte Carmelo localizado na encosta do Bom Jesus do Monte da cidade de Braga, em Portugal.
Este convento carmelita foi consagrado à Imaculada Conceição da Santíssima Virgem Maria. Nasceu de um desejo e projecto da Irmã Lúcia, outrora pastorinha de Fátima e vidente de Nossa Senhora.